# Municipio de Jefferson (condado de Rawlins)
El municipio de Jefferson (en inglés: Jefferson Township) es un municipio ubicado en el condado de Rawlins en el estado estadounidense de Kansas. En el año 2010 tenía una población de 37 habitantes y una densidad poblacional de 0,3 personas por km².

## Geografía
El municipio de Jefferson se encuentra ubicado en las coordenadas 39°36′23″N 100°48′50″O / 39.60639, -100.81389. Según la Oficina del Censo de los Estados Unidos, el municipio tiene una superficie total de 123.47 km², de la cual 123,42 km² corresponden a tierra firme y (0,04 %) 0,04 km² es agua.

## Demografía
Según el censo de 2010, había 37 personas residiendo en el municipio de Jefferson. La densidad de población era de 0,3 hab./km². De los 37 habitantes, el municipio de Jefferson estaba compuesto por el 100 % blancos. Del total de la población el 2,7 % eran hispanos o latinos de cualquier raza.